# Christophe Lepoint
Christophe Paul F. Lepoint (* 24. Oktober 1984 in Brüssel) ist ein belgischer Fußballspieler, der ab der Saison 2022/23 beim belgischen Erstdivisionär RFC Seraing unter Vertrag steht.

## Verein
Lepoint begann beim RSC Anderlecht mit dem Fußballspielen und wechselte daraufhin in die zweite Mannschaft des TSV 1860 München, der er bis 2005 angehörte. Ab 2004 gehörte er auch dem Kader der ersten Mannschaft des TSV 1860 München an, für den er am 15. Mai 2004 (33. Spieltag) beim 1:1 im Bundesligaheimspiel gegen Hertha BSC mit Einwechslung für Matthias Lehmann in der 72. Minute debütierte.
2005 wechselte er in die Niederlande zu Willem II Tilburg, wo er ein halbes Jahr blieb. Nach einem halben Jahr Vereinslosigkeit wechselte er im Januar 2006 in die Süper Lig zu Gençlerbirliği Ankara, um nach einem halben Jahr in die zweite belgische Liga zu AFC Tubize zu wechseln.
2008 wechselte er in die erste belgische Liga zu Excelsior Mouscron, von wo er 2009 zu Ligakonkurrent KAA Gent wechselte. Dort blieb er – unterbrochen von einer halbjährigen Leihe 2012 zu Waasland-Beveren – bis Januar 2015. Anschließend wechselte er zum englischen Zweitligisten Charlton Athletic. Von 2015 bis 2017 stand er beim SV Zulte Waregem unter Vertrag, ehe er im Sommer 2017 für 650.000 Euro zum KV Kortrijk wechselte.
Insgesamt bestritt Lepoint 84 Liga- und 5 Pokalspiele für Kortrijk. Mitte Januar 2021 wurde sein Vertrag ein halbes Jahr vor Ablauf aufgelöst, und er wechselte zum Ligakonkurrenten Royal Excel Mouscron, wo er einen Vertrag bis zum Ende der Saison 2021/22 unterschrieb. Dort bestritt er 11 von 13 möglichen Ligaspielen, in denen er ein Tor schoss, sowie ein Pokalspiel. Lepoint blieb bei Mouscron auch in der Saison 2021/22, nachdem der Verein in die Division 1B abgestiegen war. Dort bestritt er 25 von 28 möglichen Ligaspielen, in denen er zwei Tore schoss, sowie ein Pokalspiel.
Nachdem Mouscron zum Ende der Saison die Lizenz entzogen wurde und der Verein Insolvenz anmeldete, wechselte Lepoint Anfang Juni 2022 zum Erstdivisionär RFC Seraing. Er unterschrieb dort einen Vertrag für die Saison 2022/23 mit der Option der Verlängerung um eine weitere Saison. Lepoint bestritt in dieser Saison 25 von 34 möglichen Ligaspielen für Seraing, in denen er ein Tor schoss, sowie ein Pokalspiel. Lediglich von Mitte September 2022 bis Mitte November 2022 fiel er wegen einer Knieverletzung aus. Zum Saisonende stieg Seraing in die Division 1B ab.

## Nationalmannschaft
2010 durfte er in zwei Freundschaftsspielen das Trikot der belgischen A-Nationalmannschaft tragen und konnte beim 2:1-Sieg gegen Bulgarien sogar ein Tor erzielen.

## Erfolge
- Belgischer Pokalsieger:
  - 2009/10 (KAA Gent)
  - 2016/17 (SV Zulte Waregem)